# Shankhanagar
Shankhanagar is een census town in het district Hooghly van de Indiase staat West-Bengalen. 

## Demografie
Volgens de Indiase volkstelling van 2001 wonen er 6894 mensen in Shankhanagar, waarvan 52% mannelijk en 48% vrouwelijk is. De plaats heeft een alfabetiseringsgraad van 59%. 